# Centrifugadora Zippe

Representación de una centrífuga de gas tipo Zippe con U-238 en azul oscuro y U-235 en azul claro.

Una centrifugadora Zippe es un dispositivo de separación y recogida de Uranio-235. Fue desarrollado en la Unión Soviética por un equipo de 60 científicos alemanes hechos prisioneros tras la Segunda Guerra Mundial. Debe su nombre al del científico jefe del proyecto, Gernot Zippe.
El uranio natural consta de dos isótopos principalmente; el mayoritario es el U-238, con una abundancia relativa del 99,3%, mientras el U-235, el isótopo fisible, está presente en un 0,7%, aproximadamente. Si el uranio natural se enriquece hasta un 5% de U-235, puede usarse como combustible para reactores nucleares de fisión de agua ligera. A un 90%, es apto para la fabricación de armas nucleares.
El enriquecimiento de uranio es muy dificultoso, ya que ambos isótopos tienen masas muy parecidas, de forma que el U-235 es sólo un 1,26% más ligero que el U-238. Se necesita una centrifugadora que rote a 1500 revoluciones por segundo o 90000 rpm. En comparación, una lavadora centrifugando rota típicamente a entre 500 y 1300 rpm, y un motor de explosión puede funcionar a un máximo de 7000 u 8000 rpm.
Estas centrifugadoras tienen un rotor hueco lleno de uranio gaseoso, en forma de hexafluoruro de uranio, UF6. Un campo magnético pulsante, similar a los usados en los motores eléctricos, hace girar rápidamente el tambor, de forma que el U-238 es lanzado hacia la parte exterior, mientras que el U-235, más ligero, se acumula en la parte central. La parte inferior se calienta, creando corrientes de convección que lanzan el U-235 hacia arriba, donde se recoge, y el U-238 se acumula en la parte de abajo.
Para reducir la fricción, el rotor gira en el vacío. Un cojinete magnético mantiene la parte superior del rotor en su sitio, y el único contacto físico es un cojinete tipo aguja sobre el que se apoya el rotor.
Después de la liberación en 1956 de los científicos que habían trabajado en este proyecto, Gernot Zippe se sorprendió al observar el retraso que llevaban los ingenieros occidentales en su tecnología de centrifugadoras. Zippe fue capaz de reproducir su diseño en la Universidad de Virginia, en los Estados Unidos, tras lo cual publicó dicho diseño, pese a que los soviéticos habían confiscado sus notas. Más tarde, en los años 1960, en Europa, el Dr. Zippe y sus colaboradores mejoraron el diseño al cambiar el material del rotor, de aluminio a acero maraging, lo cual permitió mayores velocidades de giro. Este diseño mejorado fue utilizado por la compañía Urenco para producir uranio enriquecido para uso civil.
Los detalles exactos de diseño de la centrifugadora Zippe son secretos celosamente guardados, pero el rendimiento de dichas centrifugadoras puede mejorarse haciéndolas funcionar más tiempo y a mayores velocidades. Para conseguir esto, se usan materiales más resistentes como la fibra de carbono y materiales compuestos reforzados, además de técnicas que disminuyen las vibraciones potencialmente peligrosas, como el uso de rotores tipo fuelle para permitir una flexión controlada del rotor, además de un control estricto de la velocidad de rotación para asegurarse que la centrifugadora no funciona durante mucho tiempo a velocidades donde la resonancia puede ser un problema.
Las centrifugadoras Zippe son bastante difíciles de construir, y se necesitan componentes cuidadosamente mecanizados. Para hacerse una idea de la precisión requerida, en 2006 se supo que la pequeña masa de una huella dactilar depositada sobre una prototipo de centrifugadora iraní fue suficiente para destrozar una de estas centrifugadoras. Sin embargo, este método es mucho más barato que otros y se puede usar con relativa discreción. Esto hace que la centrifugación sea una técnica muy usada en programas secretos de enriquecimiento de uranio con fines militares y muy posiblemente aumenta los riesgos de proliferación nuclear. Los sistemas de centrifugadoras en serie o cascada, al contrario que las plantas de difusión gaseosa, contienen poco material en su interior en cada momento.
En 2004, el ingeniero pakistaní Abdul Qadeer Khan admitió que estaban inmersos en una red de contrabando que suministraba centrifugadoras Zippe a al menos tres países.
El programa nuclear pakistaní ha desarrollado las centrifugadoras P1 y P2, dos tipos de centrifugadora desplegadas en gran número. Las P1 usan un rotor de aluminio, mientras que las P2 lo tienen de acero maraging, más resistente, capaz de girar más rápido y por tanto de separar más cantidad de U-235 por centrifugadora que las P1.